# El Salitre, Chucándiro
El Salitre är en ort i Mexiko.   Den ligger i kommunen Chucándiro och delstaten Michoacán de Ocampo, i den centrala delen av landet, 230 km väster om huvudstaden Mexico City. El Salitre ligger 1 843 meter över havet och antalet invånare är 614.
Terrängen runt El Salitre är huvudsakligen kuperad, men åt nordost är den platt. El Salitre ligger nere i en dal. Runt El Salitre är det ganska tätbefolkat, med 172 invånare per kvadratkilometer. Närmaste större samhälle är Copándaro de Galeana, 10,5 km öster om El Salitre. I omgivningarna runt El Salitre växer huvudsakligen savannskog.